# Suc gastric
Sucul gastric este un lichid secretat la nivel stomacal și este alcătuit dintr-un amestec de compuși, precum acid clorhidric (HCl), clorură de potasiu (KCl) și clorură de sodiu (NaCl). Joacă un rol extrem de important în procesul de digestie al proteinelor, activând enzimele digestive și pregătind o parte din proteinele ingerate cu scopul de a fi degradate de către aceste enzime. Sucul gastric este produs de către celulele glandelor gastrice din stomac, a căror secreție este dictată de necesarul de acid (de exemplu, secreția va crește postprandial).